# کوراخوفه
کوراخوفه (به روسی: Курахове) در استان دونتسک در کشور اوکراین واقع شده‌است. جمعیت این شهر ۱۸,۵۰۶ نفر (۲۰۲۱ تخمینی) است. کراوخوفه در اوایل ژانویه ۲۰۲۵ توسط ارتش روسیه تصرف شد و درحال حاضر تحت تصرف روسیه است.

## نگارخانه

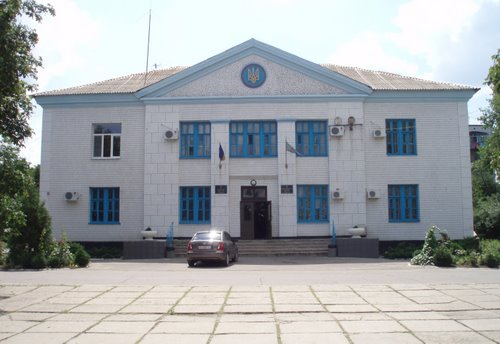
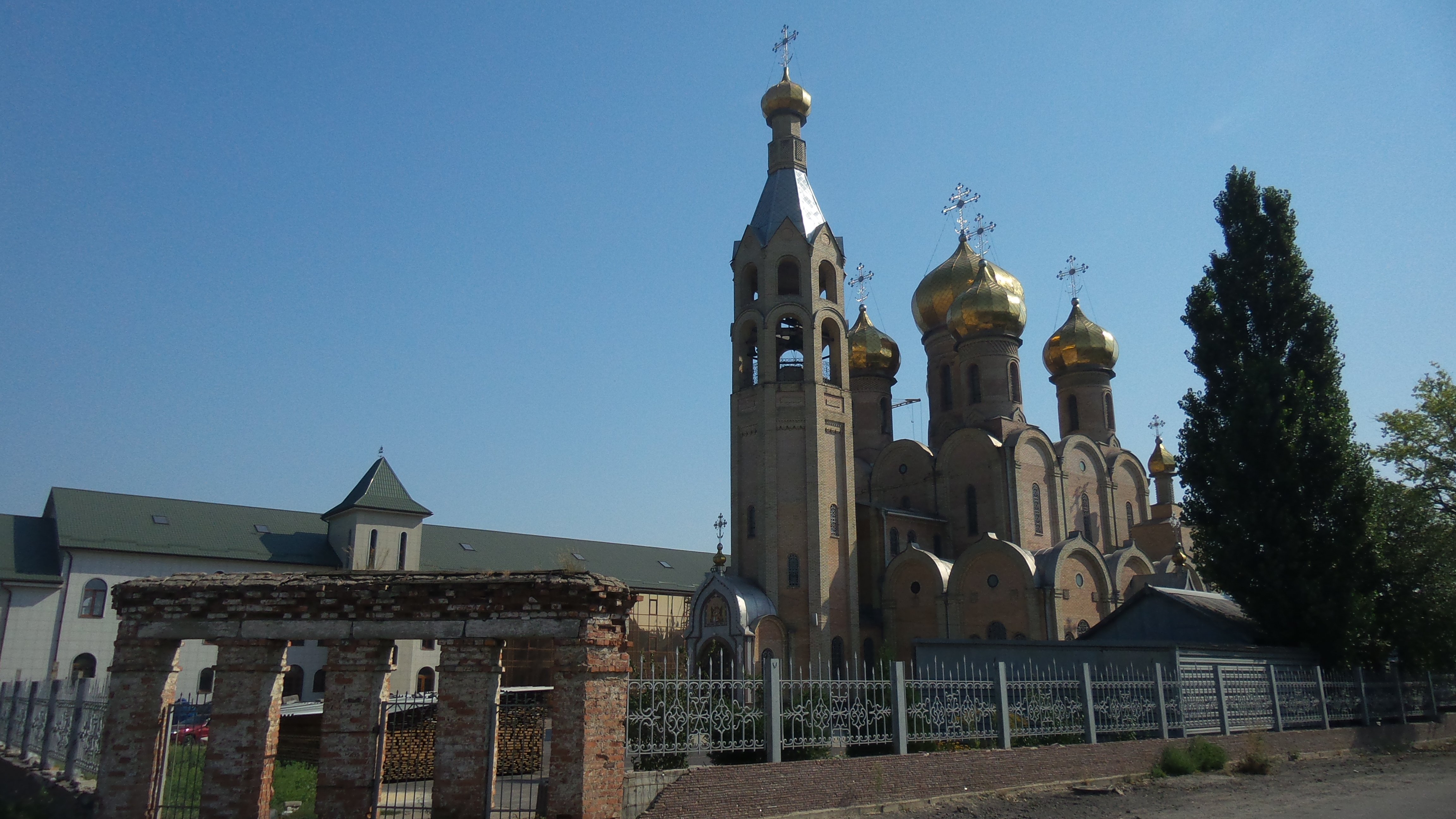
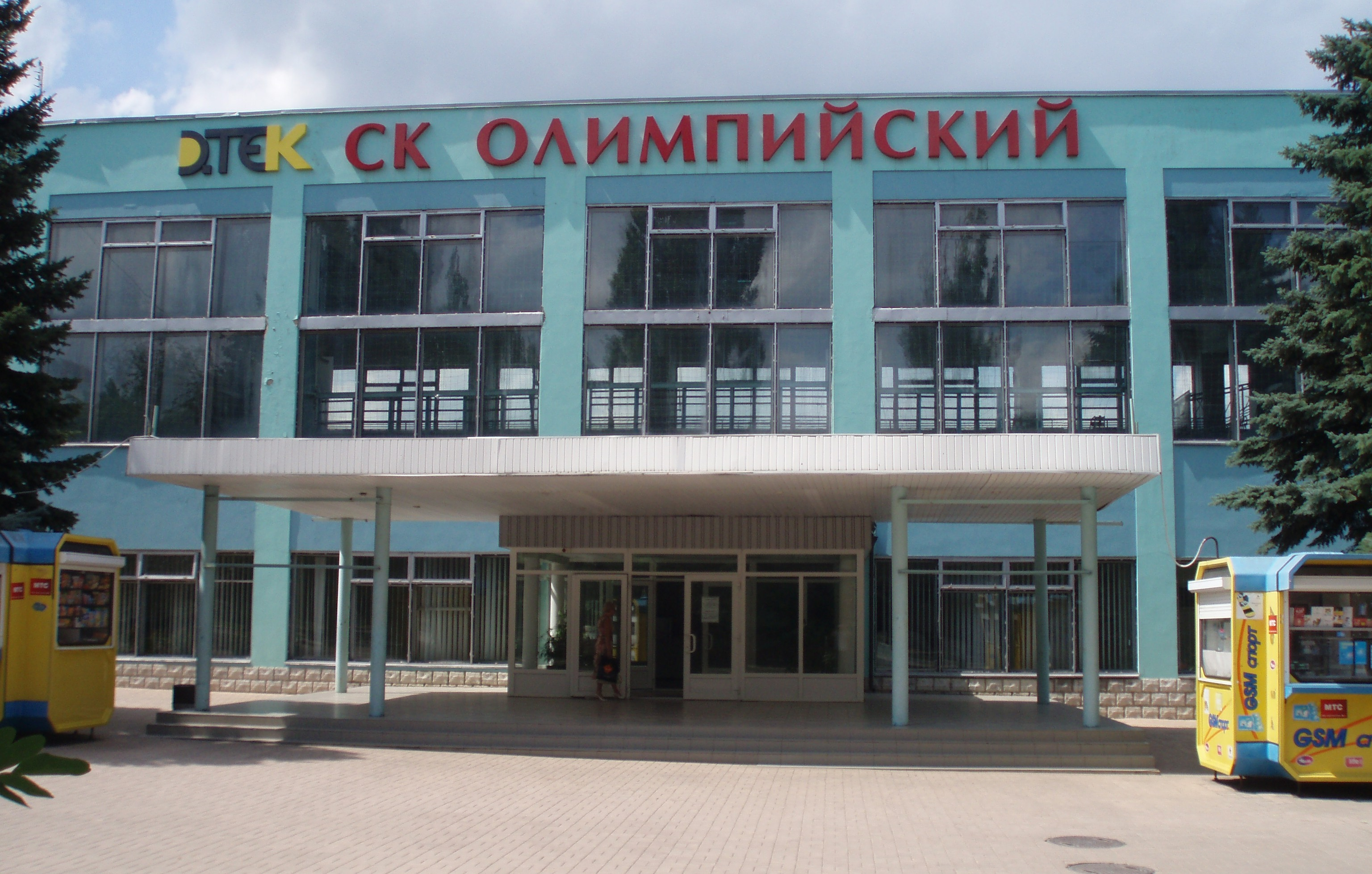
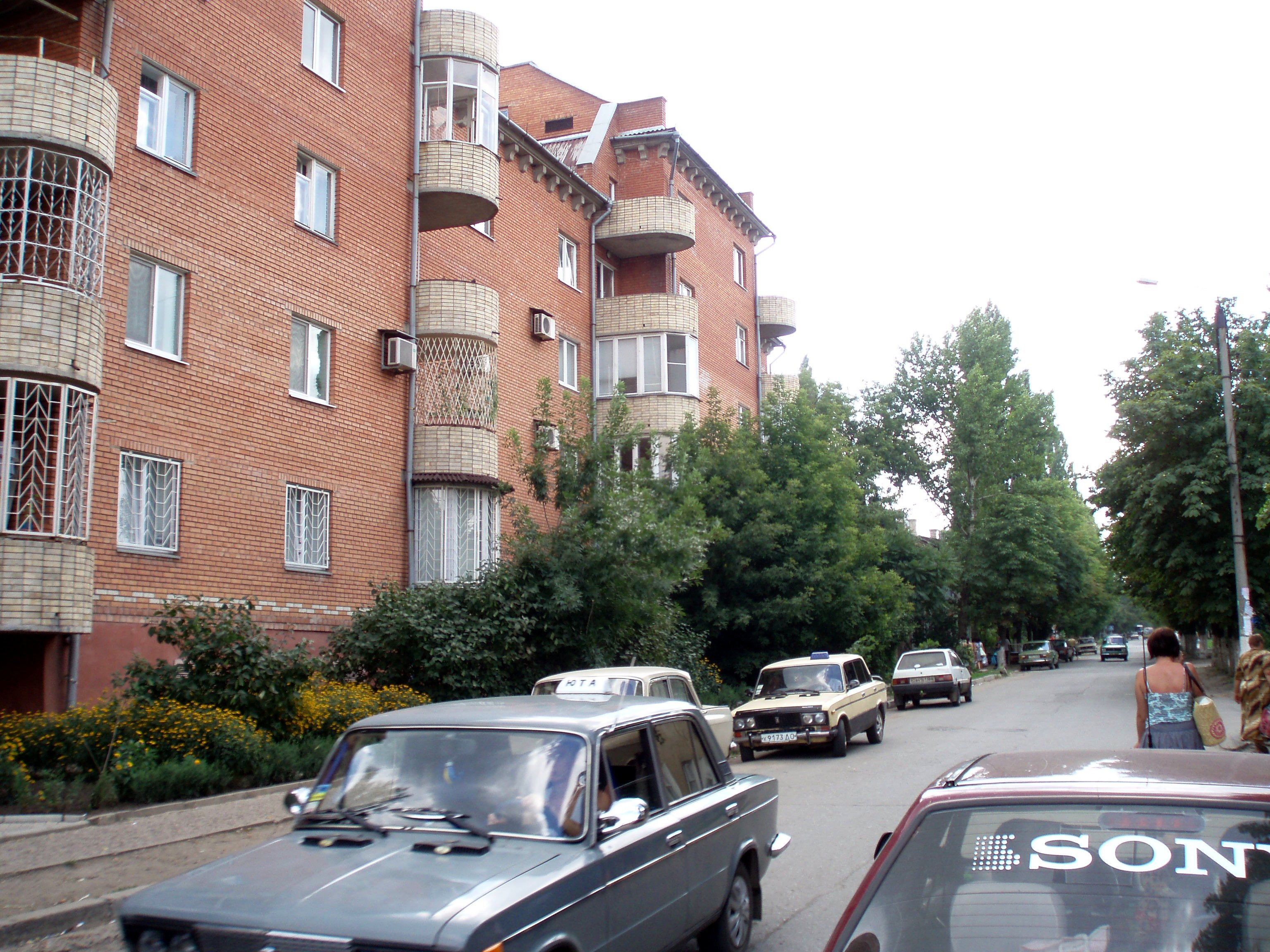
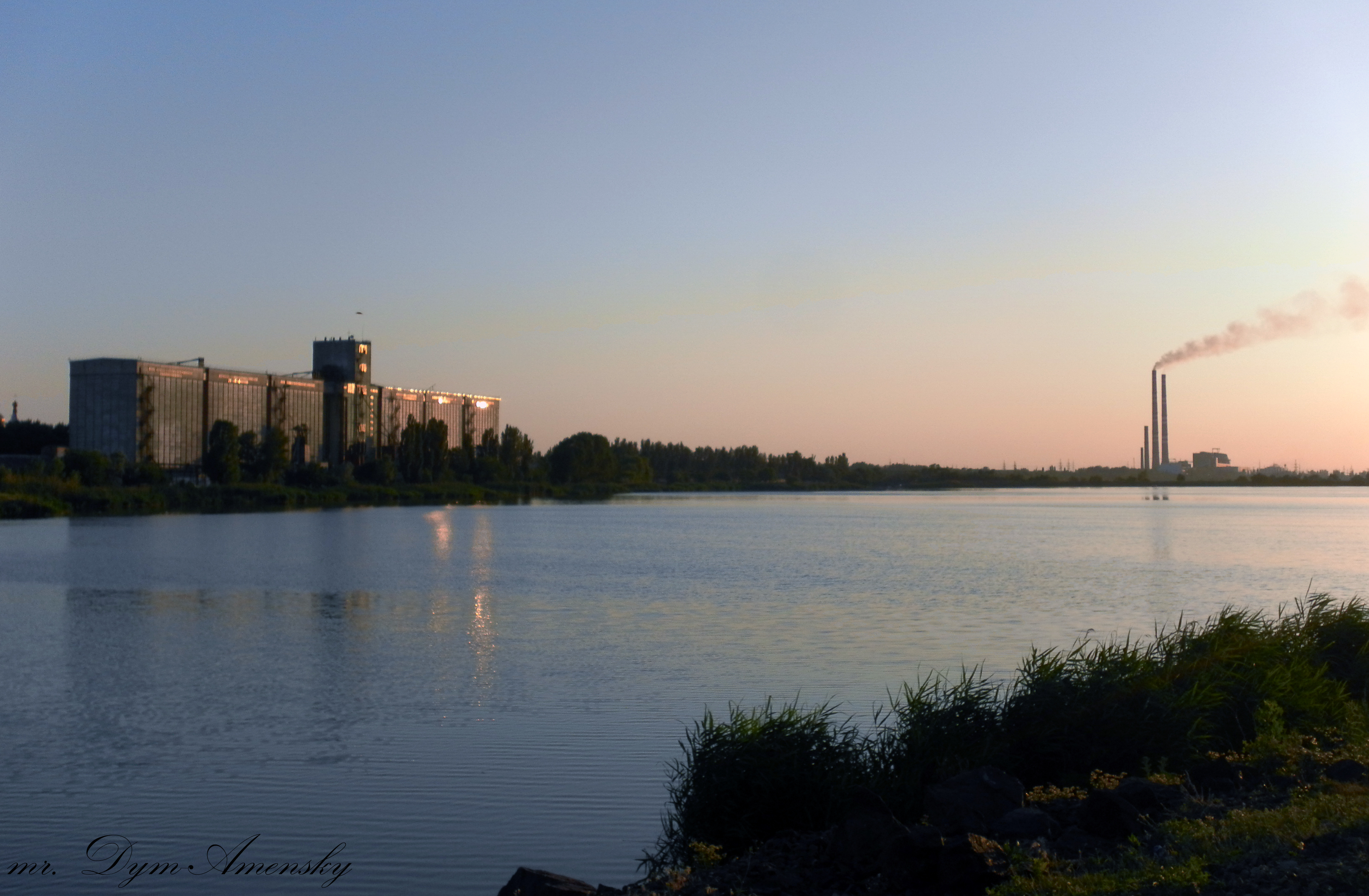